# Colepia naevia
Colepia naevia là một loài ruồi trong họ Asilidae. Colepia naevia được Daniels miêu tả năm 1987. Loài này phân bố ở miền Australasia.